# Sinagoga di Trieste

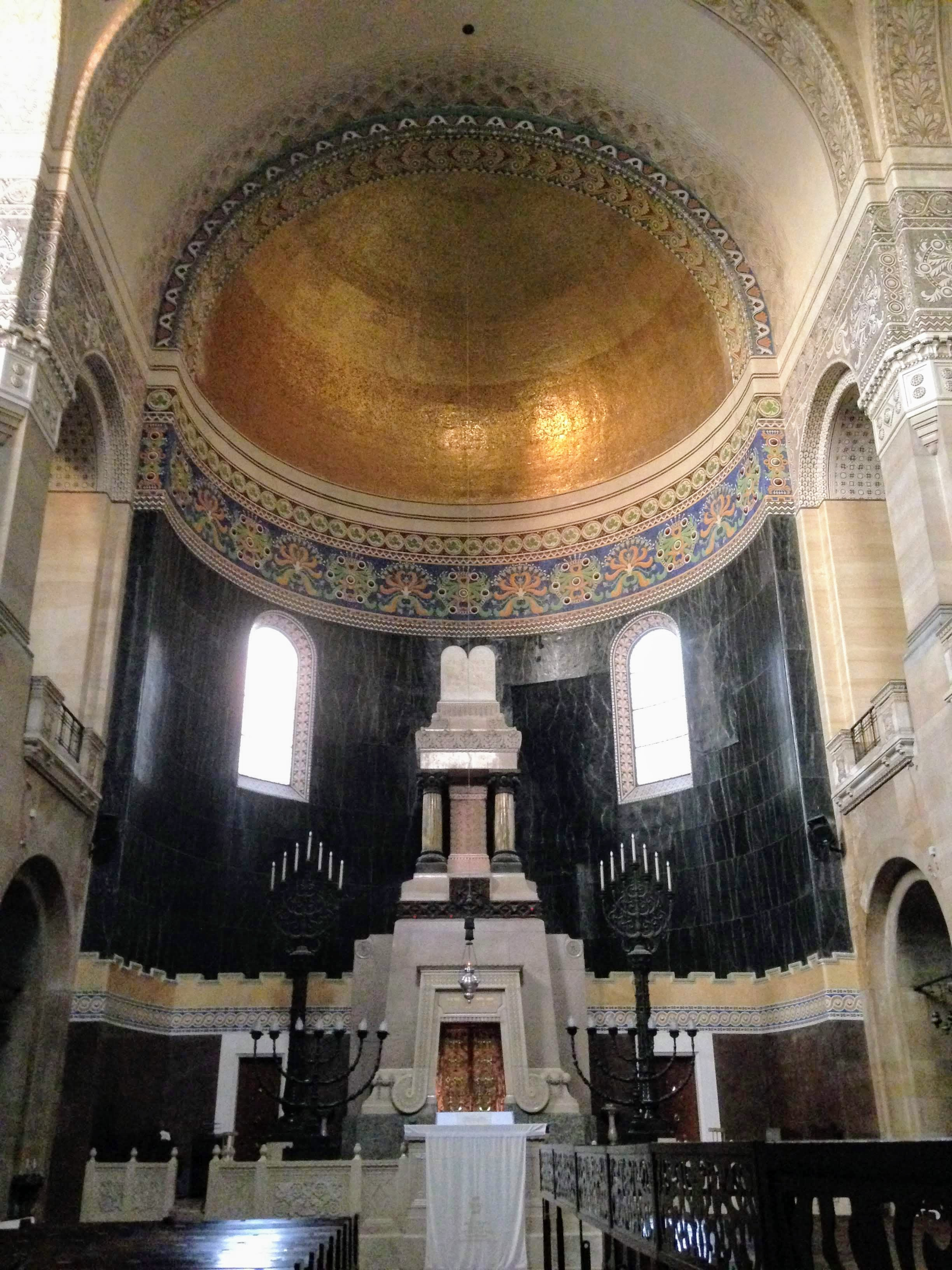
Interno

La sinagoga di Trieste, inaugurata nel 1912, situata in Piazza Virgilio Giotti nel rione di Barriera Nuova a Trieste, è considerata tra i maggiori edifici di culto ebraici in Europa, seconda per dimensione solo al Tempio di Budapest, a testimonianza dell'importanza economica, culturale e sociale delle Comunità ebraiche in seno all'Impero Austro-Ungarico (Asburgico).
Con l'annessione del 1918 (alla fine della guerra mondiale) di Trieste all'Italia, diventa, insieme alle sinagoghe di Roma, Genova e Livorno, una delle quattro grandi sinagoghe del Novecento presenti sul suolo italiano.

## Storia
Prima della costruzione di questo edificio gli ebrei triestini celebravano il loro culto in quattro piccole sinagoghe situate nel ghetto ebraico, zona di Riborgo.
Ottenuta l'"emancipazione", e con un ruolo sempre più importante nel contesto cittadino in virtù della consistente presenza ebraica a Trieste, la comunità decise di erigere un tempio di grandi dimensioni.
Nel 1903 venne quindi bandito un concorso internazionale per individuare l'architetto che avrebbe progettato il nuovo edificio. La scelta si rivelò poco felice: nonostante la partecipazione di decine di concorrenti, nessuno dei progetti venne ritenuto all'altezza del compito.
Si decise in seguito di affidare l'incarico progettuale ad uno dei maggiori e famosi studi di architettura dell'epoca,  padre Ruggero e figlio Arduino Berlam di Trieste.
Il 21 giugno 1912, dopo quattro anni di lavori, la nuova Sinagoga venne finalmente inaugurata.
La successiva applicazione delle leggi razziali fasciste in Italia nel 1938 impose la chiusura della Sinagoga. In seguito, durante la seconda guerra mondiale e con l'occupazione tedesca di Trieste, il Tempio venne ridotto a deposito di libri e di opere d'arte trafugate dai nazisti.
In quell'occasione gli arredi rituali in argento non vennero manomessi o sottratti perché nascosti all'interno dello stesso edificio.

## Struttura

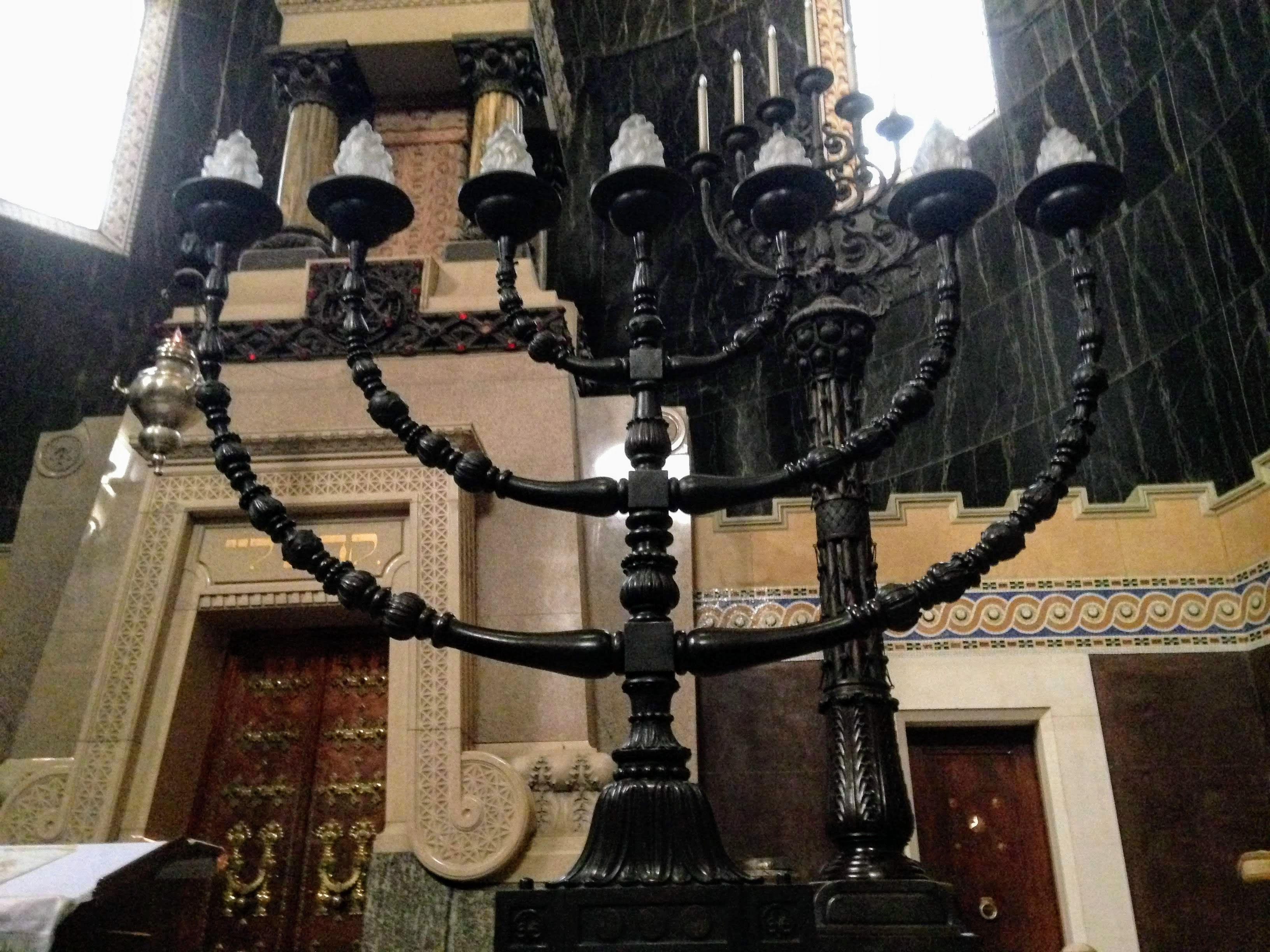
Menorah, Art Nouveau

Il Tempio ebraico si presenta come un monumentale edificio rivestito in cemento in stile sefardita, il cui interno è caratterizzato da influenze Art Nouveau
All'esterno il tempio si sviluppa su tre prospetti che si affacciano rispettivamente su via Donizetti, via san Francesco e su via Zanetti, diversi tra loro per dimensione, ma tutti con un rosone centrale dove è disegnata la stella di David.
Le entrate sono due: la principale è rivolta su via Donizetti, ed è utilizzata solo durante le festività più importanti mentre quella "secondaria", posta in via san Francesco, viene usata abitualmente.
L'alzato del tempio si articola su una grande sala centrale rettangolare, che si sviluppa su tre navate, sormontate da una volta con mosaico dorato.
La sala è orientata verso un grande Aron con le porte di bronzo dorato. L'armadio sacro è incrociato da due candelabri bronzei menorah appoggiati sopra un parapetto marmoreo che raffigura i simboli della comunità ebraica triestina: i covoni di fieno.
Su tre lati dell'edificio è collocato il matroneo. In prossimità del matroneo prospiciente l'ingresso si accede ad un organo che riporta il simbolo della stella di David. Il matroneo a causa della riduzione del numero della comunità non è più in uso.
Il pavimento della sala centrale è disegnato con un mosaico di colore bianco e nero.
Il soffitto è caratterizzato da una grande cupola ornata da lampadari, scritte sacre e diverse decorazioni.
Separata dalla sala centrale tramite colonne di marmo che sostengono gli archi, si trova la zona più ricca di decorazioni, l'atrio; in particolar modo il pavimento riporta dei motivi circolari che contengono la stella di David ed anche i colori sono più numerosi e accesi.
L'intera struttura non contiene solo la  "grande" sinagoga, ma anche un oratorio utilizzato più frequentemente, gli uffici della comunità, la biblioteca e la zona adibita al bagno rituale.